# Владимирский, Андриан Владимирович
Владимирский, Андриан Владимирович (1875—1932) — российский психиатр и психолог.

## Биография
В 1900 году А. В. Владимирский закончил медицинский факультет Киевского университета и был назначен ординатором клиники нервных болезней при медицинском факультете. В 1905 году защитил докторскую диссертацию и был зачислен в качестве стипендиата для подготовки к профессорскому званию.
С 1908 года работал в Петербургском Неврологическом институте под руководством В. М. Бехтерева. В 1910 году был избран на кафедру психологии Петербургского Фребелевского института и в этом же году возглавил созданную им вспомогательную школу при Неврологическом институте. В 1913 году принимал участие в Международном гигиеническом съезде в Дрездене, на котором продемонстрировал собственные экспонаты по экспериментальному исследованию личности, удостоенные медали.
В 1914—1918 годах в качестве врача был на фронте. В 1918 году был избран преподавателем по кафедре «Аномалии и недостатки в развитии детской личности» Киевского педагогического института. С 1919 работал преподавателем в Донском педагогическом институте. В 1922 году вернулся в Киев, где был заведующим кабинетом индивидуальной педагогики и вёл активную преподавательскую деятельность, читал лекции на кафедре индивидуальной педагогики и дефектологии в Институте народного образования.
В 1923 году он был избран профессором Медицинского института по кафедре гигиены воспитания; также заведовал кафедрой в институте социального воспитания.

## Вклад в развитие отечественнойсурдопсихологии
Одним из первых экспериментально-педагогических исследований глухонемых детей является работа А. В. Владимирского «Умственная работоспособность в разные часы школьного дня. Экспериментальное исследование над воспитанниками Санкт-Петербургского училища глухонемых». В исследовании автор привёл сопоставление различных категорий испытуемых — глухих и слышащих, мальчиков и девочек, детей разного возраста, их же, но поставленных в различные условия, изучаемых в различных звеньях их деятельности. Подобные модификации в экспериментах позволяли выяснить воздействие различных факторов на ход и результаты изучаемого процесса. Важными выводами исследования стало то, что удалось по различным показателям охарактеризовать особенности работоспособности глухонемых детей в различные части дня; была показана неравномерность колебаний различных сторон их деятельности на протяжении учебного времени за день; выяснено влияние переключения с учебной на трудовую деятельность. Был зафиксирован факт отставания глухонемых от слышащих в умственной работоспособности, поскольку им значительно труднее сосредоточиться. В исследовании было показано, что данные особенности умственной работоспособности глухонемых постепенно сглаживаются в процессе обучения.
Исследование А. В. Владимирского имеет большое значение, поскольку в нём был собран и систематизирован большой фактический материал. До этого исследования умственная работоспособность глухонемых не изучалась экспериментально. А. В. Владимирский оказал влияние на формирование педагогических взглядов известного дефектолога И. А. Соколянского:

… И. А. Соколянский активно посещал заседания прогрессивной общественной организации «Родительский кружок» (большевистская явка, возглавляемая Л. Р. Менжинской). Здесь Иван Афанасьевич услышал доклад А. В. Владимирского «Без света, без звука, без речи», посвященный современным зарубежным достижениям в области обучения слепоглухонемых детей. Этот доклад оказал большое влияние на будущую научную деятельность И. А. Соколянского, зародив в нём мысль о правильном научном истолковании природы слепоглухонемоты и научных основах их воспитания и обучения. А. В. Владимирский показал в своей работе, что обучение слеполухонемых возможно на основе учения И. П. Павлова, и это фактически определило направление мыслей И. А. Соколянского— И. А. Соколянский (к 100-летию со дня рождения) // Дефектология. — 1989. — № 2. — С. 71.
В своих работах А. В. Владимирский отмечал ведущую роль социальной среды в формировании личности. А. В. Владимирский детально анализировал в своих работах детей с отклонениями и наметил причины их отставания и пути коррекции.

## Труды
- Владимирский А. В. Характерные особенности реакции сосредоточения на умственной работе у глухонемых. — СПб., 1908.